# Ulrich Haß
Ulrich Haß (* 17. April 1942; † 9. August 2024 in Köln) war ein deutscher Schauspieler und Hörspielsprecher.

## Leben
Ulrich Haß wurde im Sudetenland geboren und wuchs nach dem Ende des Zweiten Weltkrieges im Emsland auf.
Nach seinem Schulabschluss absolvierte er zunächst ein Studium der Malerei, Grafik und Drucktechnik. Danach absolvierte er eine professionelle Schauspielausbildung an der Folkwang Universität der Künste in Essen.
Als Bühnendarsteller wirkte er in zahlreichen Theaterstücken mit, wie Tod eines Handlungsreisenden, Der Unbedeutende oder Publikumsbeschimpfung. Er war als festes Ensemblemitglied an der Volksbühne Berlin, am Theater Aachen und am Schauspielhaus Graz engagiert und arbeitete dabei mit Theaterregisseuren wie Claus Peymann, Peter Handke und Uwe Dag Berlin zusammen.
Haß wirkte als Schauspieler vor der Kamera von 1971 bis 2002 in einigen Film- und -Fernsehproduktionen mit, wobei er oftmals in einer Nebenrolle besetzt wurde.
Er war gelegentlich als Synchronsprecher tätig. In großem Umfang war er auch als Hörspielsprecher tätig. Die ARD-Hörspieldatenbank enthält (Stand: August 2024) für den Zeitraum von 1969 bis 2018 insgesamt 133 Datensätze, bei denen Ulrich Haß als Sprecher geführt wird.
Ulrich Haß hatte eine Tochter und wohnte in Köln. Er starb am 9. August 2024 nach kurzer, schwerer Krankheit im Alter von 82 Jahren.

## Filmografie
- 1971: Der Selbstmörder
- 1971: Jaider – Der einsame Jäger
- 1977: Und Rosa und Marilyn und...
- 1982: Domino
- 1983: Heinrich Penthesilea von Kleist
- 1984: Die Familie oder Schroffenstein
- 1988: Europa und der zweite Apfel
- 1990: Liebling Kreuzberg (Fernsehserie, 1 Folge)
- 1991: Ende der Unschuld
- 1991: Meine Tochter gehört mir
- 1995: Gaudi
- 1995: A.S. – Gefahr ist sein Geschäft (Fernsehserie, 1 Folge)
- 1996: Löwenzahn (Fernsehserie, 1 Folge)
- 2001: Vendesi
- 2002: Altenburg (Kurzfilm)